# Tepuistruikgors
De tepuistruikgors (Atlapetes personatus) is een zangvogel uit de familie Passerellidae (Amerikaanse gorzen).

## Verspreiding en leefgebied
Deze soort telt zes ondersoorten:
- A. p. personatus: Roraimagebergte en de nabijgelegen tepuis (zuidoostelijk Venezuela).
- A. p. collaris: Auyan-tepui (zuidoostelijk Venezuela).
- A. p. duidae: Cerro Duida en Cerro Guaiquinima (zuidelijk Venezuela).
- A. p. parui: Cerro Parú (zuidelijk Venezuela).
- A. p. paraquensis: Cerro Paraque en Cerro Yavi (zuidelijk Venezuela).
- A. p. jugularis: Cerro La Neblina (zuidelijk Venezuela) en noordelijk Brazilië.